# 曼努埃尔·庞塞

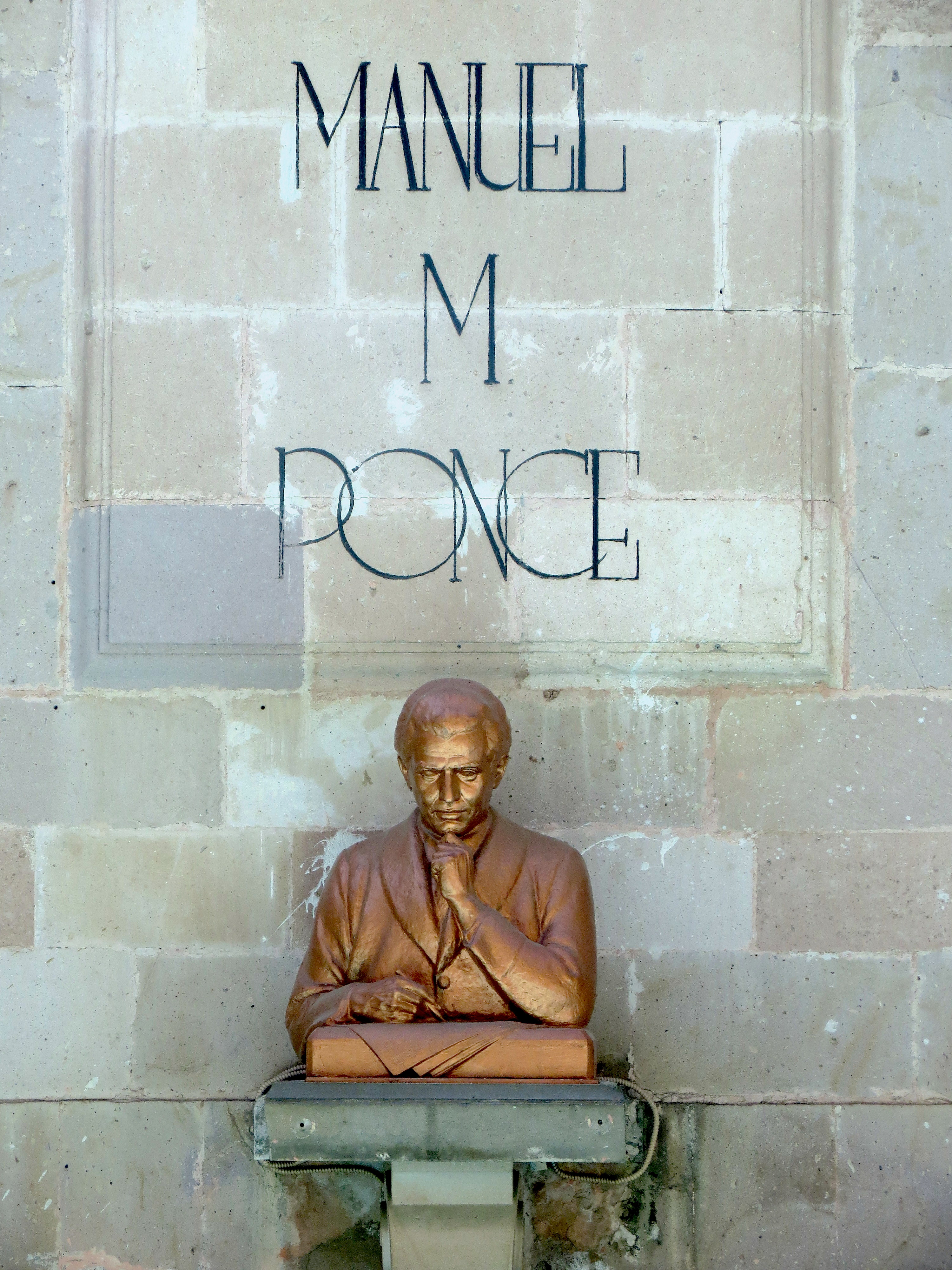

曼努埃尔·玛利亚·庞塞·库埃拉（西班牙語：Manuel María Ponce Cuéllar，1882年12月8日—1948年4月24日），墨西哥作曲家。幼年即展现出非凡的音乐才能，后进入墨西哥国家音乐学院，又到意大利和德国学习，之后回国任教，为墨西哥古典音乐的发展做了很多贡献。庞塞的作品主要为浪漫主义风格，旋律优美，充满拉丁气息。他的许多吉他曲都是吉他演奏家们的保留曲目。